# Giuseppe Sermonti
Giuseppe Sermonti (Roma, 1925 - 16 de dezembro de 2018) foi um geneticista italiano e professor de genética na Universidade de Perúgia. Sermonti descobriu a recombinação genética na produção de antibióticos Penicillium e Streptomyces. Sermonti é o co-autor de obras críticas contra o darwinismo com o paleontólogo Roberto Fondi. Ele foi um membro da Sociedade Italiana da Genética, da Sociedade Italiana de Biologia Molecular e diretor do Instituto de Histologia e Embriologia (1974). Sermonti foi Vice-Presidente do 14º Congresso Internacional de Genética (Moscou, 1979) e editor-chefe da Rivista di Biologia-Biology Forum, a mais antiga revista de biologia italiana.